# Torre de Vilela
Torre de Vilela é uma povoação portuguesa do Município de Coimbra, sede de paróquia da Diocese de Coimbra e que foi sede da extinta Freguesia de Torre de Vilela, freguesia que tinha 3,33 km² de área e 1 242 habitantes (2011), e, por isso, uma densidade populacional de 373 hab/km².
A freguesia era composta pelas localidades de Fetal, Fornos, Lôgo de Deus, Ponte de Vilela, Ribeiro de Vilela, Torre de Vilela e Vilela.
Foi extinta em 2013, no âmbito de uma reforma administrativa nacional, tendo sido agregada à Freguesia de Trouxemil, para formar uma nova freguesia denominada União das Freguesias de Trouxemil e Torre de Vilela com a sede em Trouxemil.

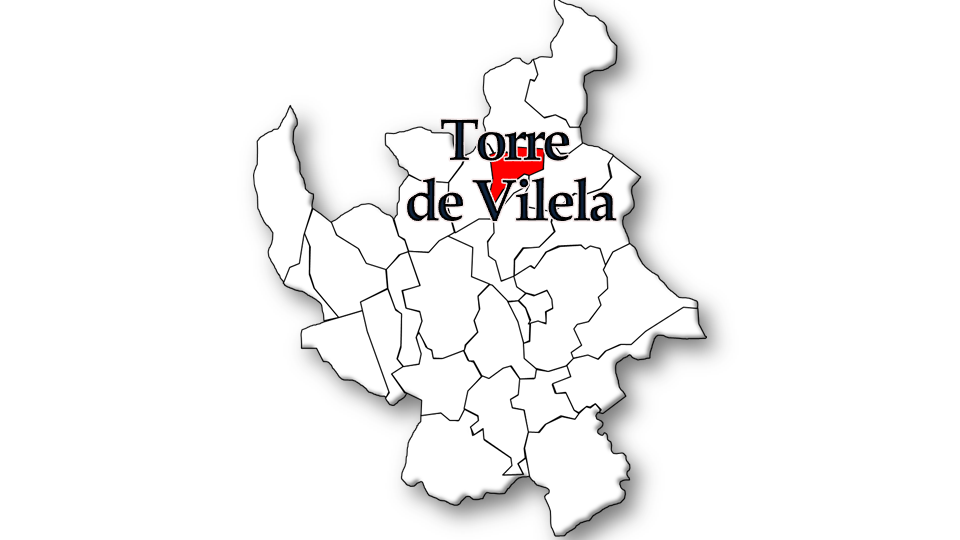
Localização no Município de Coimbra

## População
| População da freguesia de Torre de Vilela | População da freguesia de Torre de Vilela | População da freguesia de Torre de Vilela | População da freguesia de Torre de Vilela | População da freguesia de Torre de Vilela | População da freguesia de Torre de Vilela | População da freguesia de Torre de Vilela | População da freguesia de Torre de Vilela | População da freguesia de Torre de Vilela | População da freguesia de Torre de Vilela | População da freguesia de Torre de Vilela | População da freguesia de Torre de Vilela | População da freguesia de Torre de Vilela | População da freguesia de Torre de Vilela | População da freguesia de Torre de Vilela |
| ----------------------------------------- | ----------------------------------------- | ----------------------------------------- | ----------------------------------------- | ----------------------------------------- | ----------------------------------------- | ----------------------------------------- | ----------------------------------------- | ----------------------------------------- | ----------------------------------------- | ----------------------------------------- | ----------------------------------------- | ----------------------------------------- | ----------------------------------------- | ----------------------------------------- |
| 1864                                      | 1878                                      | 1890                                      | 1900                                      | 1911                                      | 1920                                      | 1930                                      | 1940                                      | 1950                                      | 1960                                      | 1970                                      | 1981                                      | 1991                                      | 2001                                      | 2011                                      |
|                                           |                                           | 356                                       | 282                                       | 350                                       | 374                                       | 440                                       | 478                                       | 505                                       | 579                                       | 687                                       | 906                                       | 1 085                                     | 1 146                                     | 1 242                                     |

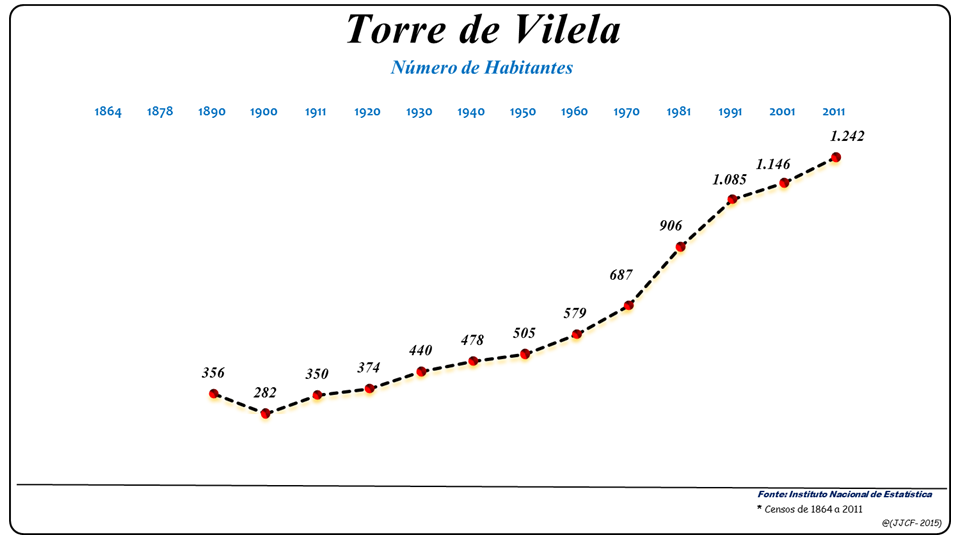
Evolução da População (1864 / 2011)

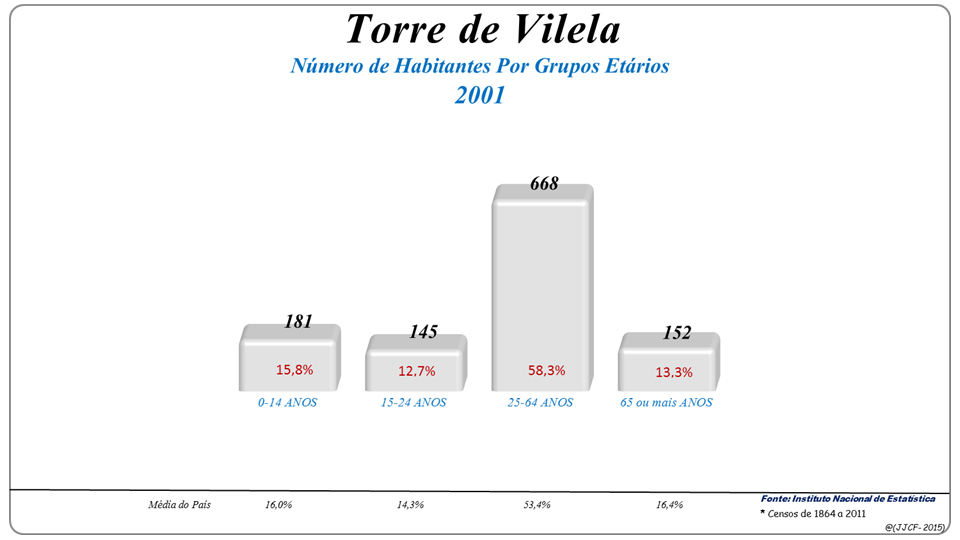
Grupos Etários (2001 e 2011)

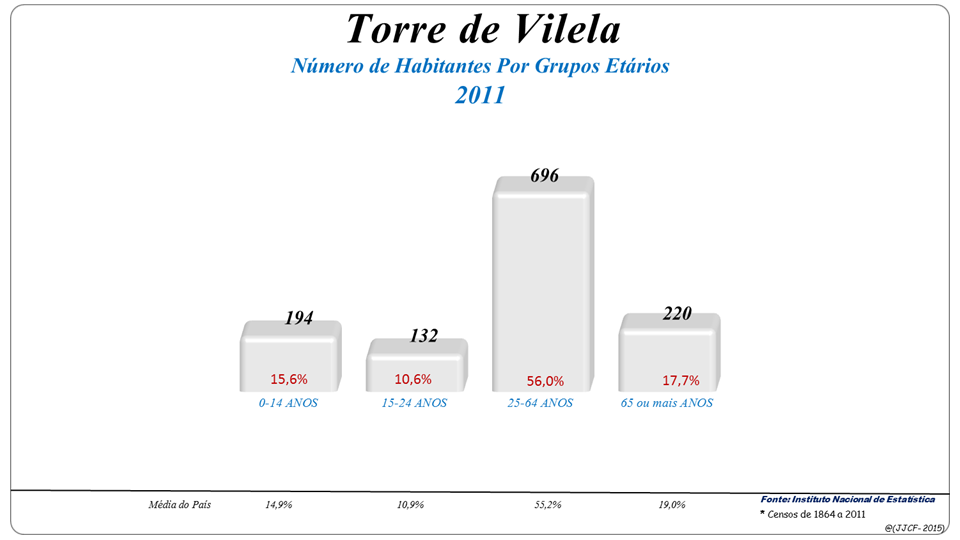
Grupos Etários (2001 e 2011)

Nos censos de 1864 e 1878 estava anexada à freguesia de Brasfemes (Fonte: INE)

## Património
- Igreja de São Martinho (matriz)
- Casas seiscentista e das Colunas
- Janela manuelina
- Azenhas
- Ponte de Vilela
- Miradouro do Calvário